# Borgbjerggletsjer
De Borgbjerggletsjer is een gletsjer in Nationaal park Noordoost-Groenland in het oosten van Groenland. Het is een van de gletsjers die uitkomen in het Nordvestfjord.
De Borgbjerggletsjer heeft een lengte van tientallen kilometers met verschillende takken. Een van die takken is de Bacchusgletsjer. De gletsjer stroomt van noord naar zuid en loopt als rivier de laatste kilometers om uit te monden in de Snyder Bugt, een baai van het Nordvestfjord.
Oostelijker ligt het dal waarin onder andere de Neptunusgletsjer (Løberengletsjer) ligt en de Tritongletsjer in uitkomt.